# به جان پیر خرابات و حق صحبت او
غزلی با مطلعِ «به جان پیر خرابات و حقّ صحبت او» غزل شمارهٔ ۴۰۵ از دیوانِ حافظ در تصحیحِ محمد قزوینی و قاسم غنی است.

## در اجراها
عبدالوهاب شهیدی در برنامهٔ شمارهٔ ۲۴۴ از مجموعهٔ برگ سبز این غزل را در دستگاهِ سه‌گاه اجرا کرده است.